# Wilhelm Ludwig von Meusel
Wilhelm Ludwig Musculus von Meusel (* 1724 in Darmstadt; † 10. April 1787 in Magdeburg) war ein preußischer Oberst, Chef des gleichnamigen Grenadierbataillons Nr. 2 sowie Ritter des Ordens Pour le Mérite.

## Leben

### Herkunft
Meusel stammt aus einem Patriziergeschlecht im Elsass, das sich bis zur Reformation Meusel nannte. Einer seiner Vorfahren, ein Gelehrter, arbeitete mit an dem Reformationsgeschäft, und veränderte nach Gewohnheit damaliger Zeit seinen Namen in das lateinische, in Musculus, welcher seither bei der Familie in Gebrauch blieb.> Sein Vater war der Landgräflich hessische Kammerrat Georg Heinrich Wendel Musculus (* 11. März 1695; † 1766), verheiratet mit der Maria Margarethe Elisabeth von Gelius (* 13. April 1701; † 27. April 1749).

### Militärkarriere
Meusel befand sich bei den Hessen-Darmstädtischen Kadetten, als der Graf von Hak, der ein guter Freund seines Vaters war, es dahin brachte, dass er in preußische Dienste kam. Ab 1742 war Meusel Sekondeleutnant im Eckartsbergischen Regiment. 1751 avancierte er zum Premierleutnant, wurde 1757 Stabs- und 1759 Kapitän, 1771 Major und Kommandeur eines Grenadierbataillons. Dieses setzte sich aus den Grenadierkompanien der Regimenter „von Eichmann“ und „von Eckartsberg“ zusammen. Am 28. Mai 1774 wurde ihm der Orden Pour le Mérite für seine Verdienste während des Siebenjährigen Krieges verliehen. 1781 wurde Meusel Oberstleutnant und am 25. Mai 1783 Oberst.
Meusel war Mitglied der Magdeburger Freimaurerloge Ferdinand zur Glückseligkeit
Seit 1744 hat er mit dem Bataillon sämtlichen Feldzügen beigewohnt und sich bei verschiedenen Gelegenheiten besonders hervorgetan. Am 5. Februar 1770 erteilte ihm der preußische König Friedrich II. wegen seiner Verdienste den erblichen Adelsstand und verwandelte seinen Namen in Meusel zurück.

### Familie
Verheiratet war Meusel mit Catharina Charlotte Elisabeth von Dzingel, geborene von Möller.
Die Meusels führen im blauen Schilde einen goldenen Querbalken, belegt mit drei hintereinander laufenden Mäusen.